# Campeonato Europeu Júnior de Natação de 1986
O Campeonato Europeu Júnior de Natação de 1986 foi a 13ª edição do evento organizado pela Liga Europeia de Natação (LEN). A competição foi realizada entre os dias 25 e 27 de julho de 1986 na Berlim Ocidental na Alemanha Ocidental. Foi realizado um total de 34 provas, sendo quatro de saltos ornamentais. Teve como destaque a Alemanha Oriental com 37 medalhas no total, sendo 13 de ouro.

## Participantes
- Natação: Feminino de 14 a 15 anos (1972 e 1971) e masculino de 15 a 16 anos (1971 e 1970)
- Saltos Ornamentais: Feminino de 15 a 16 anos (1971 e 1970) e masculino de 16 a 17 anos (1970 e 1969)

## Medalhistas

### Natação
Os resultados foram os seguintes. 
Masculino
| Evento          | Ouro                                 | Ouro     | Prata                             | Prata    | Bronze                            | Bronze   |
| 100 m Livre     | Alemanha Ocidental · Martin Herrmann | 52.00    | Suécia · H. Carlsson              | 52.44    | União Soviética · Oleg Danilik    | 53.12    |
| 200 m Livre     | Alemanha Ocidental · Martin Herrmann | 1:52.94  | Itália · Stefano Battistelli      | 1:53.24  | Alemanha Oriental · J Daubert     | 1:54.98  |
| 400 m Livre     | Hungria · Walter Kalaus              | 3:57.94  | Itália · Stefano Battistelli      | 3:58.21  | Alemanha Oriental · J. Daubert    | 4:01.49  |
| 1500 m Livre    | Itália · Stefano Battistelli         | 15:25.94 | Hungria · Walter Kalaus           | 15:46.69 | Alemanha Oriental · Jörg Hoffmann | 15:50.73 |
| 100 m Costas    | Alemanha Ocidental · A. Probst       | 59.56    | Tchecoslováquia · P. Vokoun       | 59.79    | França · Franck Schott            | 59.95    |
| 200 m Costas    | Itália · Stefano Battistelli         | 2:07.51  | Alemanha Oriental · Tino Weber    | 2:07.57  | Hungria · A. Szabo                | 2:08.29  |
| 100 m Peito     | União Soviética · V.Alexeev          | 1:05.90  | Tchecoslováquia · B. Szarzec      | 1:06.09  | Países Baixos · O. Joustra        | 1:06.29  |
| 200 m Peito     | União Soviética · V. Alexeev         | 2:22.04  | União Soviética · A. Matveev      | 2:22.46  | Países Baixos · L. Moes           | 2:36.23  |
| 100 m Borboleta | União Soviética · A. Dubrovets       | 56.80    | Alemanha Ocidental · Arne Wilhelm | 57.53    | Alemanha Oriental · Jan Hensler   | 58.16    |
| 200 m Borboleta | Hungria · Walter Kalaus              | 2:05.60  | Iugoslávia · M. Kozelj            | 2:07.17  | Alemanha Oriental · Jan Hensler   | 2:07.66  |
| 200 m Medley    | Alemanha Ocidental · Arne Wilhelm    | 2:09.84  | União Soviética · O. Zykov        | 2:10.19  | Países Baixos · O. Joustra        | 2:11.00  |
| 400 m Medley    | Itália · Stefano Battistelli         | 4:29.55  | França · L. Journet               | 4:32.20  | União Soviética · S. Chuprakov    | 4:35.59  |
| 4x100 m Livre   | União Soviética                      | 3:32.65  | Alemanha Ocidental                | 3:33.56  | Alemanha Oriental                 | 3:34.10  |
| 4x200 m Livre   | Alemanha Oriental                    | 7:43.73  | União Soviética                   | 7:45.15  | Alemanha Ocidental                | 7:46.81  |
| 4x100 m Medley  | União Soviética                      | 3:53.37  | Alemanha Ocidental                | 3:54.69  | Alemanha Oriental                 | 3:56.11  |

Feminino
| Evento          | Ouro                                | Ouro    | Prata                              | Prata   | Bronze                             | Bronze  |
| 100 m Livre     | Alemanha Oriental · S. Schulze      | 56.88   | Alemanha Oriental · Daniela Hunger | 57.35   | Roménia · Luminita Dobrescu        | 57.57   |
| 200 m Livre     | Roménia · Stela Pura                | 2:01.73 | Alemanha Oriental · Heide Grein    | 2:01.95 | Alemanha Oriental · Daniela Hunger | 2:03.56 |
| 400 m Livre     | Alemanha Oriental · Heide Grein     | 4:10.54 | Roménia · Stela Pura               | 4:10.65 | Alemanha Oriental · A. Klemm       | 4:14.66 |
| 800 m Livre     | Alemanha Oriental · Heide Grein     | 8:32.68 | Roménia · Stela Pura               | 8:32.90 | Noruega · Irene Dalby              | 8:39.35 |
| 100 m Costas    | Hungria · D. Varga                  | 1:04.23 | Alemanha Oriental · A. Kutz        | 1:04.28 | Suécia · J. Larsson                | 1:05.66 |
| 200 m Costas    | Hungria · D. Varga                  | 2:16.78 | Roménia · A. Szigyarto             | 2:17.68 | Alemanha Oriental · V. Lippmann    | 2:18.82 |
| 100 m Peito     | Alemanha Oriental · C. Meier        | 1:11.95 | Países Baixos · L. Moes            | 1:13.06 | Alemanha Oriental · A. Koch        | 1:12.37 |
| 200 m Peito     | Alemanha Oriental · C. Meier        | 2:34.58 | Alemanha Oriental · A. Koch        | 2:35.71 | Países Baixos · L. Moes            | 2:36.23 |
| 100 m Borboleta | Alemanha Oriental · S. Schulze      | 1:02.00 | Alemanha Oriental · C. Sievert     | 1:02.02 | Países Baixos · Nathalie Koekoek   | 1:03.30 |
| 200 m Borboleta | Roménia · Stela Pura                | 2:15.87 | Alemanha Oriental · Peggy Büchse   | 2:19.02 | Alemanha Oriental · F. Knöll       | 2:19.10 |
| 200 m Medley    | Alemanha Oriental · Cornelia Seithe | 2:18.33 | Hungria · D. Varga                 | 2:20.24 | Alemanha Oriental · V. Lippmann    | 2:21.63 |
| 400 m Medley    | Alemanha Oriental · Cornelia Seithe | 4:50.70 | Alemanha Oriental · V. Lippmann    | 4:56.11 | Itália · Giovanna Fonda            | 4:59.32 |
| 4x100 m Livre   | Alemanha Oriental                   | 3:50.15 | Países Baixos                      | 3:54.57 | Roménia                            | 3:55.56 |
| 4x200 m Livre   | Alemanha Oriental                   | 8:13.95 | Roménia                            | 8:24.16 | Países Baixos                      | 8:31.07 |
| 4x100 m Medley  | Alemanha Oriental                   | 4:15.38 | Países Baixos                      | 4:17.12 | União Soviética                    | 4:23.28 |

### Saltos ornamentais
Masculino
| Evento                     | Ouro                           | Ouro   | Prata                               | Prata  | Bronze                    | Bronze |
| Trampolim 3 m individual   | Alemanha Ocidental · Schmidt   | 578.30 | Alemanha Oriental · Jan Hempel      | 577.15 | União Soviética · Baranov | 559.40 |
| Plataforma 10 m individual | Alemanha Oriental · Jan Hempel | 565.55 | União Soviética · Georgi Chogovadze | 542.35 | União Soviética · Belov   | 521.60 |

Feminino
| Evento                     | Ouro                          | Ouro   | Prata                         | Prata  | Bronze                       | Bronze |
| Trampolim 3 m individual   | União Soviética · Borodulina  | 490.95 | Alemanha Oriental · Wetzig    | 450.20 | União Soviética · Mchdelidze | 445.10 |
| Plataforma 10 m individual | União Soviética · Belevtseeva | 402.75 | Alemanha Oriental · Inselmann | 386.28 | Hungria · Szekffi            | 382.45 |

## Quadro de medalhas
| Ordem | País               | Medalha de ouro | Medalha de prata | Medalha de bronze | Total |
| ----- | ------------------ | --------------- | ---------------- | ----------------- | ----- |
| 1     | Alemanha Oriental  | 13              | 11               | 13                | 37    |
| 2     | União Soviética    | 7               | 4                | 6                 | 17    |
| 3     | Alemanha Ocidental | 5               | 3                | 1                 | 9     |
| 4     | Hungria            | 4               | 2                | 2                 | 8     |
| 5     | Itália             | 3               | 2                | 1                 | 6     |
| 6     | Roménia            | 2               | 2                | 4                 | 8     |
| 7     | Países Baixos      | 0               | 3                | 6                 | 9     |
| 8     | Tchecoslováquia    | 0               | 2                | 0                 | 2     |
| 9     | França             | 0               | 1                | 1                 | 2     |
| 9     | Suécia             | 0               | 1                | 1                 | 2     |
| 11    | Iugoslávia         | 0               | 1                | 0                 | 1     |
| 12    | Grécia             | 0               | 0                | 1                 | 1     |
| Total | Total              | 34              | 34               | 34                | 102   |